# L'ombra dello scorpione
L'ombra dello scorpione (The Stand), tradotto anche come L'ombra dello scorpione - The Stand è un romanzo postapocalittico scritto da Stephen King pubblicato nel 1978.
Il romanzo sviluppa l'ambientazione già presente nel racconto Risacca notturna e presenta per la prima volta l'antagonista per eccellenza di King, Randall Flagg, che apparirà anche in Gli occhi del drago e nella saga de La Torre Nera.
Nel 1990 ne è stata pubblicata una "Edizione integrale" (The Stand: The Complete & Uncut Edition), datata febbraio 1975 - dicembre 1988.

## Trama
Il libro è diviso in tre parti. La storia inizia con la morte di quasi tutta la popolazione dell'America settentrionale (e, presumibilmente, del mondo) in seguito alla dispersione di un'arma batteriologica sfuggita al controllo dell'uomo dai laboratori del governo statunitense: un virus conosciuto con il nome formale di Progetto Azzurro (e in gergo come "Captain Trips"), mutazione letale dell'agente eziologico dell'influenza, caratterizzato da un tasso di infettività del 99,4% ed un tasso di mortalità per gli infetti del 100%. La prima sezione del libro, intitolata appunto "Capitan Trips", si svolge in un lasso di tempo di 19 giorni e racconta del quasi totale sterminio della specie umana ad opera del virus stesso: causa la morte della quasi totalità degli USA, ma l'autore lascia intendere che esso si propaghi, tramite focolai, in tutto il mondo. L'influenza ha un elevatissimo tasso di mortalità perché è diverso dai comuni tipi di influenza: l'influenza muta normalmente circa ogni paio d'anni, ma il Progetto Azzurro è un virus "in costante mutamento-antigene". Ciò significa che l'influenza cambia ogni volta che il sistema immunitario di una persona arriva ad una posizione di difesa. Per lo stesso motivo, è impossibile creare un vaccino. Il corpo umano non può produrre gli anticorpi necessari per fermare il virus, perché ogni volta che il corpo produce l'anticorpo giusto, il virus è già mutato, annullando l'effetto dei nuovi anticorpi. Il risultato, inevitabilmente, è la morte.
L'edizione completa del libro inizia con un prologo intitolato "Il cerchio si apre" che spiega come la super influenza sia sfuggita dal laboratorio in cui era stata creata.
Il libro continua nella seconda parte con un continuo intrecciarsi delle odissee dei pochi sopravvissuti, tra cui una studentessa universitaria incinta (Frannie Goldsmith), uno studente insicuro e rancoroso (Harold Lauder) innamorato di Frannie, un tecnico che lavora in un'azienda del Texas che produce calcolatrici (Stuart Redman), un musicista pop che subito prima dell'arrivo di Captain Trips era diventato improvvisamente famoso (Larry Underwood), un sordomuto (Nick Andros), un ragazzo selvaggio smemorato e telepatico (Leo "Joe" Rockway), un anziano professore di sociologia (Glen Bateman), un'insegnante vergine con un oscuro segreto (Nadine Cross), un panciuto e gioviale agricoltore (Ralph Brentner), ed un uomo ritardato ma di buon cuore (Tom Cullen). Sono tenuti insieme da un sogno condiviso in cui una centottenne nera di Hemingford Home (Nebraska) si propone come un rifugio per l'umanità sopravvissuta. Questa donna, Abagail Freemantle (nota anche come 'Mother Abagail'), diventa la leader spirituale di questo gruppo di sopravvissuti, che tenta di ricreare una società democratica nella città di Boulder in Colorado (la zona libera).
Nel frattempo un altro gruppo di sopravvissuti, fra cui un ex delinquente (Lloyd Henreid), un pazzo piromane (Donald Merwin Elbert, meglio conosciuto come "Pattumiera" o "Quello delle Pattumiere"), un ex cuoco dell'esercito (Whitney Horgan), una teenager ninfomane e sensuale (Julie Lawry), e l'ex capo della polizia di Santa Monica in California (Barry Dorgan) vengono guidati a Las Vegas, Nevada da un'altra entità, un demonio con poteri soprannaturali conosciuto come Randall Flagg, l'Uomo che cammina. Le leggi di Flagg sono tiranniche, punisce coloro che non le seguono con crocifissione ed altri tormenti.
Nella terza parte del libro l'ambiente è pronto per il confronto finale quando i due campi profughi vengono a conoscenza l'uno dell'altro, e ognuno vede nell'altro un pericolo per la propria sopravvivenza. Mentre Las Vegas si arma per distruggere la zona libera dopo l'inverno, la Zona libera si organizza democraticamente per affrontare la minaccia proveniente da Ovest. Entrambi i gruppi sentono di essere al centro di un conflitto di stampo apocalittico tra Bene e Male, impersonati dai loro leader: Mother Abagail afferma infatti di essere guidata dal Dio cristiano, mentre Flagg viene ritenuto essere mandato dal Diavolo (o essere lui stesso il Diavolo in persona).
In un crescendo di tensioni (Nick muore per colpa di una bomba piazzata dentro casa da Nadine e Harold), paure e tradimenti, Mother Abagail, dopo essere sparita per giorni nel deserto, come i profeti della Bibbia, torna morente dai suoi e affida a Glen, Stuart, Larry e Ralph, membri del governo della Zona Libera e, a suo dire, scelti da Dio, la missione di incamminarsi, a piedi e disarmati, verso il territorio di Flagg a Ovest, e di affrontarlo ed abbatterlo seguendo il volere del Signore. Pur non del tutto persuasi, i quattro, credendo a tutto ciò che dice Mother dopo i sogni che hanno avuto, si incamminano. Stuart si rompe una gamba e gli altri tre decidono di abbandonarlo convinti che la sorte abbia deciso così. Arrivati a Las Vegas, dopo un lungo viaggio a piedi, vengono intercettati e arrestati. Flagg vorrebbe giustiziarli pubblicamente, ma il loro arrivo (e il loro arresto) è la goccia che destabilizza completamente il "governo" di Flagg: la gente, che già aveva cominciato a guardare criticamente Flagg, poco prima dell'esecuzione del gruppo protesta apertamente. Flagg mostra allora tutto il suo potere per tenere sotto controllo la folla, ed emette una soprannaturale "sfera di energia" dalla mano. Ma quando il folle Pattumiera arriva in mezzo alla confusione con un carrello con una bomba atomica sopra, che era suo desiderio offrire in dono all'Uomo Nero, la situazione precipita. La sfera bluastra, sfuggita al controllo di Flagg, diventa a forma di mano (probabilmente la mano di Dio) e lo colpisce in pieno, facendo però esplodere la bomba atomica. Stuart Redman e Tom Cullen (mandato a spiare in precedenza insieme ad altri due che però sono stati uccisi), sono gli unici due testimoni dell'esplosione che cancella i loro amici, Las Vegas e (apparentemente) Flagg dalla faccia della Terra. Saranno gli unici a far ritorno alla Zona Libera e ad informare gli altri sulla fine dell'incubo dell'Uomo Nero.
Verso la fine del romanzo nasce un bambino concepito prima dello scoppio dell'epidemia, e quindi da un genitore immune e da uno non immune. Viene colpito dalla superinfluenza, facendo precipitare nell'incubo di un ritorno dell'epidemia gli abitanti della comunità creatasi dalla chiamata di Mamma Abigail, ma il bambino riesce a debellare il virus e diventa immune a sua volta.
Il libro si chiude con Stu e Fran, diventata madre e sua compagna, che lasciano una zona libera ormai ingrandita e avviata a diventare una società moderna e autosufficiente. Le ultime battute riguardano una domanda sinistra, già aleggiata in altre parti del libro, che si pongono i due protagonisti sopravvissuti riguardo al fatto che la razza umana possa imparare dai propri errori: domanda alla quale la risposta è un ambiguo e ripetuto "Non lo so".
Nell'edizione integrale è presente anche un breve epilogo intitolato Il cerchio si chiude. Questo capitolo finale rivela quello che è successo a Randall Flagg dopo la battaglia finale di Las Vegas e fa riferimento al Ka, argomento ampiamente trattato da King nella saga della Torre Nera. Si rimanda al capitolo intitolato Il laccio del volume conclusivo La torre nera per ulteriori approfondimenti sulla fine di Flagg.

## Dedica
Il romanzo è dedicato dall'autore alla moglie: «A Tabby questo cupo scrigno di prodigi.»

## Genesi dell'opera
L'ombra dello scorpione è il libro di King che richiese più tempo per la prima stesura, sedici mesi. Per quanto la storia e i personaggi gli piacessero, lo scrittore giunse ad un punto morto e probabilmente avrebbe abbandonato il progetto, se non avesse già scritto cinquecento pagine e non fosse stato convinto che il romanzo fosse buono e avrebbe rimpianto per sempre di averlo mollato. Una volta sbloccatosi, grazie a un lampo improvviso che mise ogni elemento al suo posto, concluse la stesura nel giro di nove settimane. A posteriori, spiegò il blocco con l'aver intuito inconsciamente che i buoni e i cattivi della storia si stavano assomigliando troppo e la risoluzione del problema gli servì per mettere a fuoco il tema centrale, la violenza intessuta nella natura umana, e per evidenziarlo nella seconda stesura.

## Edizione integrale
Nella prefazione dell'edizione integrale, l'autore avverte i lettori: «questo non è un nuovo romanzo [...] non è una versione totalmente nuova, completamente diversa de L'ombra dello scorpione. [...] è un'espansione del romanzo originale. [...] non troverete vecchi personaggi che si comportano in modi strani, nuovi, ma scoprirete che quasi tutti i personaggi, nella versione integrale del libro, fanno più cose; e se non fossi stato convinto che alcune di queste cose erano interessanti - forse persino illuminanti - non avrei mai dato il mio assenso a questo progetto.»
È consapevole che molti critici avevano già giudicato il romanzo eccessivamente lungo e che qualcuno considererà questa versione ampliata «la manifestazione del narcisismo di un autore, che può permetterselo grazie al successo delle sue opere», ma ha proposto questa versione integrale perché convinto che le parti eliminate arricchiscano la storia e soprattutto perché la stesura finale fu tagliata di circa quattrocento pagine per motivi commerciali (il prezzo di copertina), non editoriali.
L'edizione integrale ha spostato il periodo d'ambientazione dagli anni ottanta ai novanta, producendo tanti piccoli anacronismi, dovuti forse a mancanza d'attenzione durante la riscrittura, tra cui una macchina contenente un motore Studebaker modificato, una persona che spende un dollaro per una mattinata di babysitting, l'affitto di una casa sulla spiaggia di Malibù per 1000 $ al mese e TV a colori descritte come insolite.

## Adattamenti
L'ombra dello scorpione è una delle poche opere di King a non aver avuto una trasposizione cinematografica ma ne è stata annunciata una a cui parteciperà Stephen King stesso. King accettò una versione di George Romero, ma il progetto divenne ingestibile e fu abbandonato.
Ne è stata tuttavia tratta una miniserie televisiva con l'omonimo titolo, trasmessa nel 1994 e divisa in quattro puntate: scritta dallo stesso King che vi appare anche in un cameo, è interpretata da Molly Ringwald, Laura San Giacomo, Rob Lowe, Gary Sinise, Ruby Dee, Ossie Davis, Jamey Sheridan, Ray Walston, Miguel Ferrer, e Adam Storke e con ospiti speciali quali Ed Harris, Kathy Bates e l'ex stella NBA Kareem Abdul-Jabbar.
A partire dal 2010 è stata creata una versione a fumetti, curata dalla Marvel come nella serie della Torre Nera, editi dalla Bompiani: Captain Trips, Incubi Americani, I Sopravvissuti, Mele Marce, Terra di Nessuno e Verrà la notte.
Nel 2020 la CBS ne ha tratto una nuova miniserie televisiva intitolata The Stand, in programmazione negli Stati Uniti dal 17 dicembre, interpretata da James Marsden, Amber Heard, Greg Kinnear e Whoopi Goldberg.

## Edizioni
- Stephen King, L'ombra dello scorpione, traduzione di Dell'Orto A. e Amato B., collana Romanzi, Sonzogno, 1983,  p. 928, ISBN 88-454-0400-5.
- Stephen King, L'ombra dello scorpione - Edizione integrale, traduzione di Bruno Amato e Adriana Dell'Orto, collana I Grandi Tascabili, Bompiani, 1991,  p. 929, ISBN 88-452-1217-3.